# .cu
A .cu Kuba internetes legfelső szintű tartomány kódja, melyet 1992-ben hoztak létre.

## Külső lapok
- IANA .cu kikicsoda Archiválva 2008. augusztus 21-i dátummal a Wayback Machine-ben